# 独立纪念柱
独立纪念柱（西班牙語：Monumento a la Independencia）又称独立天使（Ángel de la Independencia），是墨西哥城的著名地标，高36米，位于改革大道。
独立纪念柱建于1910年，庆祝墨西哥独立一百周年，后来，最重要的英雄人物安葬于此。独立纪念柱已经成为庆典和抗议活动的中心。它类似于巴黎的七月柱和柏林的胜利纪念柱。

## 外部連結
- Article from the defunct Cuban magazine Carteles featuring photographs of the monument after the 1957 earthquake. （页面存档备份，存于） (Spanish)
- Picture of el Ángel at sunset.